# Georgskathedrale (as-Suwaida)

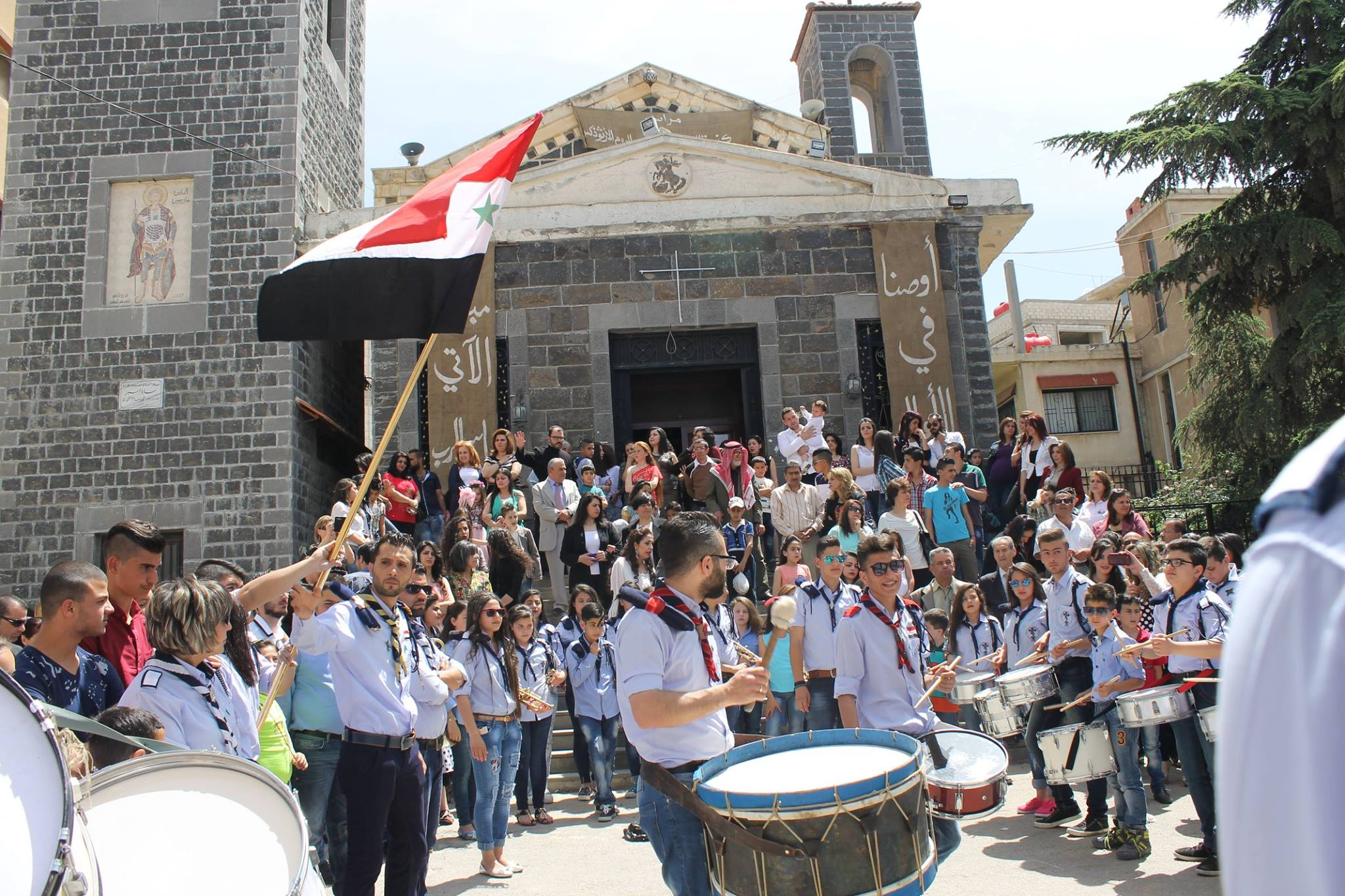
Orthodoxes Osterfest in as-Suwaida, 2019

Die Kathedrale St. Georg oder Georgskathedrale (arabisch كاتدرائية مار جرجس oder كنيسة القديس جورجيوس للروم الأرثوذكس) ist die Kathedrale des Erzbistums Bosra, Hauran und Dschabal al-Arab der griechisch-orthodoxen Kirche in as-Suwaida in Syrien.

## Geschichte
Das Christentum ist in as-Suwaida, einem seit dem 19. Jahrhundert überwiegend von Drusen geprägten Ort, sehr lange präsent. Die im Gebiet des alten Bistums Bosra lebenden Christen werden auf die Mission des Heiligen Timon zurückgeführt, eines der Siebzig Jünger Jesu (Lk 10,1 ) und gleichzeitig eines der Sieben Diakone, die von den zwölf Aposteln ausgewählt wurden (Apg 6,5 ), welcher der Überlieferung zufolge als Prediger und erster Bischof in der Provinzhauptstadt Nova Trajana Bostra (heute Bosra) das Evangelium verkündete.
Anfang des 18. Jahrhunderts spaltete sich die orthodoxe Kirche, deren Anhänger auch als Melkiten („Königstreue“) bezeichnet wurden, in Teile, die sich weiterhin an Konstantinopel orientierten – Griechisch-Orthodoxe – und solche, die sich an Rom banden – die Griechisch-Katholischen, die weiterhin Melkiten genannt wurden, im Gegensatz zu den Orthodoxen. Auch die orthodoxe Kirche des alten Bistums mit Sitz in Bosra wurden gespalten. Während die griechisch-katholischen Melkiten ihren Bischofssitz in der Mariä-Himmelfahrt-Kathedrale von Chabab einrichteten, war die Kathedrale in Suwaida Sitz des griechisch-orthodoxen Erzbistums Bosra, Hauran und Dschabal al-Arab.
Anfang des 20. Jahrhunderts waren im geographischen Gebiet des Erzbistums Bosra, Hauran und Jabal al-Arab nach Angaben des Erzbischofs Esber etwa 55 % der Bevölkerung Christen, womit das Erzbistum von der Anzahl der Gläubigen das größte innerhalb des Griechisch-Orthodoxen Patriarchats von Antiochien war. Wirtschaftliches Elend und politische Konflikte führten zu einer sehr starken Abwanderung. Viele Griechisch-Orthodoxe fanden in Damaskus besonders in den Stadtteilen ad-Duwaila' und Tabbalah (Ortsteil, wo die Bekehrung des Paulus stattgefunden haben soll) eine neue Heimat. Im Jahre 2010 lag der Anteil der Christen im Gebiet des Erzbistums bei etwa 2 bis 3 %. Viele der in Damaskus Lebenden kehren in den Sommermonaten nach Suwaida und Umgebung zurück, teils um ihre Felder zu bestellen, teils um sich zu erholen.

## Architektur
Die „winzige“ Georgskathedrale ist aus schwarzen Basaltsteinen gemauert. Man gelangt in das Gebäude durch eine rechteckige Eingangstür, bei der sich an der Frontseite der Kirche beiderseits jeweils ein rechteckiges Fenster befindet. Auf dem weiß gestrichenen Giebel darüber ist auf einer runden Tafel Georg der Drachentöter dargestellt. Links ist ein großer Turm mit viereckigem Querschnitt, während auf dem Kirchengebäude rechts vom Eingang gesehen ein kleiner, offener Glockenturm steht.

## Bistum und Bischof
Der Sitz des Erzbistums Bosra, Hauran und Dschabal al-Arab befindet sich im Stadtzentrum von Suwaida an der Qanawāt-Straße (شارع قنوات, Straße der Kanäle). Derzeitiger Erzbischof ist der 1959 in Latakia geborene Saba (Isber) (سابا (إسبر)), der 1998 die Bischofsweihe empfing und 1999 Metropolit wurde.
In der Umgebung von as-Suwaida gibt es sieben christliche Dörfer, und in Charraba und 'Anz waren Ende der 1980er Jahre mehrere Kirchen im Bau oder vor kurzem fertiggestellt.
Das Erzbistum hatte im Jahre 2010 unter den ständig im Gebiet Wohnhaften etwa 20.000 Gläubige (2 bis 3 %) in 32 Parochien. Viele der in jenem Jahr in Damaskus lebenden 130.000 Griechisch-Orthodoxen stammen ursprünglich aus dem Erzbistum in Südsyrien.